# Chiwata
Chiwata ist eine Stadt und ein Verwaltungsbezirk (englisch Ward) des Distrikts Masasi in der tansanischen Region Mtwara. Chiwata liegt im südlichen Wahlsprengel (Jimbo) Ndanda des Distrikts.

## Geografie
Chiwata liegt im Südosten von Tansania etwa 25 Kilometer Luftlinie nordöstlich der Distrikthauptstadt Masasi. Der Bezirk grenzt im Norden an Chigugu, Chikundi und Mwena, im Osten an Chilangalanga, im Süden an Mpindimbi und im Westen an Chikukwe. Bei der Volkszählung 2022 lebten 6046 Menschen in 1871 Haushalten auf einer Fläche von 83 Quadratkilometern.

## Gliederung
Der Bezirk besteht aus sechs Gemeinden (Mtaa) mit 31 Orten (Kitongoji):
| Chiwata - Temeke - Muungano - Ngalole - Ofisini - Madukani - Chindumba | Chidya - Chidya Ofisini - Chidya Sekondari - Nangalolo - Ngalinje - Namaunya - Zingatia |

## Infrastruktur
- Bildung: Im Bezirk liegen zwei weiterführende Schulen.[8] Die Chiwata Secondary School und die Chidya Secondary School sind beide staatliche Schulen mit einer Ausbildung bis zur 4. Stufe. Erstere ist eine Tagesschule, die zweite eine Internatsschule.[9]
- Gesundheit: In der Gemeinde Chiwata liegt eine 1970 eröffnete staatliche Apotheke.[10]